# Maike Jüttendonk
Maike Jüttendonk (* 21. Mai 1987 in Köln) ist eine deutsche Schauspielerin und Hörspielsprecherin.

## Leben und Wirken
Maike Jüttendonk wuchs in Köln auf. Nach dem Abitur begann sie 2008 ihr Schauspielstudium an der Hochschule für Musik, Theater und Medien Hannover, ab 2011 war sie Stipendiatin der Studienstiftung des Deutschen Volkes im Bereich Schauspiel. Sie beendete ihr Studium 2012.
Während des Studiums wirkte sie in Produktionen am Studiotheater Hannover und am Schauspiel Hannover mit, außerdem spielte sie unter der Regie von Herbert Fritsch in den Nibelungen am Theater Bremen und in Herr Puntila und sein Knecht Matti am Schauspiel Köln. Am Theater Münster hatte sie bis zum Ende der Spielzeit 2014/15 ihr erstes festes Engagement. Nach ihrem ersten Theaterjahr wurde sie als beste Nachwuchsschauspielerin nominiert. Sie wurde zudem mit den Förder- bzw. Publikumspreisen der Musik- und Theaterfreunde Münster und der Volksbühne ausgezeichnet. 2014 erhielt Maike Jüttendonk den Nachwuchsförderpreis der proskenion Stiftung (Sonderpreis der Jury).
In zahlreichen Fernsehserien und -filmen hat Jüttendonk Serien- und Episoden-Hauptrollen gespielt und sie ist auch regelmäßig als Sprecherin für WDR-Hörspiele tätig.
In dem Ende 2018 in den USA und Deutschland gedrehten englischsprachigen Spielfilm Frieda – Coming Home von Regisseur Doc Miguel ist sie in einer Nebenrolle zu sehen.

## Theater (Auswahl)
- 2018: Der Widerspenstigen Zähmung, Theater Lübeck
- 2017: Die heilige Johanna der Schlachthöfe, Theater Bonn
- 2016: Weekend im Paradies, Schauspielhaus Bochum
- 2015: Woyzeck, Theater Bonn
- 2015: Kabale und Liebe, Theater Bonn
- 2014: Draussen vor der Tür, Theater Münster
- 2014: Das Goldene Vlies, Theater Münster
- 2013: Nichts. Was im Leben wichtig ist, Theater Münster

## Filmografie (Auswahl)

### Fernsehen
- 2015: Wilsberg: Bauch, Beine, Po
- 2016: Rentnercops
- 2016: World of Wolfram (Webserie, Funk)
- 2018: SOKO Stuttgart – Folge: Piratennest
- 2019: SOKO Wismar – Folge: Girls’ Night
- 2019: Andere Eltern
- 2019: Einstein (Fernsehserie, eine Folge)
- 2019: Pastewka
- 2019: Bonusfamilie (Fernsehserie)
- 2019: Harter Brocken: Der Geheimcode
- 2020: Der Zürich-Krimi: Borchert und die tödliche Falle
- 2020: WaPo Bodensee – Folge: Schutzlos
- 2020: Wolfsland: Das Kind vom Finstertor (Fernsehreihe)
- 2021: Praxis mit Meerblick – Herzklopfen (Fernsehreihe)
- 2021: SOKO Leipzig (Fernsehserie, Folge: Take-away)
- 2021: Ein Sommer in Südtirol (Fernsehreihe)
- 2021: KBV – Keine besonderen Vorkommnisse (Fernsehserie)
- 2022: Gefährliche Nähe (Fernsehserie, 6 Episoden)
- 2023: Ready.Daddy.Go (Fernsehserie, sechs Folgen)
- 2025: SOKO Potsdam (Fernsehserie, Folge: Schöner leben)

### Kino
- 2016: Agnes
- 2019: Frieda – Coming Home

## Hörspiele
- 2012: Bodo Traber, Tilman Zens: Puppenstadt – Regie: Petra Feldhoff
- 2015: Sebastian Lybeck: Latte Igel reist zu den Lofoten (2 Teile) – Bearbeitung, Komposition und Regie: Dirk Raulfs
- 2015: Nic Pizzolatto: Galveston (2 Teile) – Bearbeitung und Regie: Walter Adler
- 2016: Dirk Schmidt: Dead Link – Regie: Claudia Johanna Leist
- 2016: Bodo Traber: Nachtexpress – Regie: Petra Feldhoff
- 2016: Sarah Lean: Ein Geschenk aus dem Himmel (2 Teile) – Regie: Angeli Backhausen
- 2016: Martin Becker: Fuck You, Mon Amour – Regie: Martin Becker[5]
- 2017: Alida Bremer: Olivas Garten (1. Teil) - Regie: Claudia Johanna Leist
- 2017: Mischa Zickler: Seerauch (3 Teile) – Regie: Petra Feldhoff[6]
- 2017: William Faulkner: Licht im August (3. Teil) – Bearbeitung und Regie: Walter Adler
- 2018: Hilary Mantel: Brüder (4. Teil: Amour fou und moralische Skrupel) – Bearbeitung und Regie: Walter Adler[7]
- 2018: Ken Follett: Das Fundament der Ewigkeit 1. bis 5. von insgesamt 6 Teilen – Bearbeitung und Regie: Thomas Werner
- 2019: Eva Lia Reinegger: Immer dienstags – Typenstudie in einer Selbsthilfegruppe (2. Folge: Jeff) – Regie: Annette Kurth[8]
- 2019: Ken Follett: Das Fundament der Ewigkeit (in 7 Folgen der zwölfteiligen Fassung) – Bearbeitung und Regie: Thomas Werner
- 2020: Lisa Sommerfeldt: wing.suit – Regie: Matthias Kapohl[9]
- 2023: Anastasiia Kosodii und Julia Gonchar: Über Grenzen – Rückkehr in die Ukraine im Krieg, Regie: Petra Feldhoff[10]

## Auszeichnungen
- 2016: Nominierung Kritikerumfrage Theater Heute – Nachwuchsschauspielerin des Jahres
- 2014: Nachwuchsförderpreis der proskenion Stiftung (Sonderpreis der Jury)
- 2013: Nominierung Kritikerumfrage Theater Heute – Nachwuchsschauspielerin des Jahres
- 2012: Stipendiatin der Studienstiftung des deutschen Volkes